# Ferrari Challenge: Trofeo Pirelli
Ferrari Challenge: Trofeo Pirelli est un jeu vidéo de course développé par Eutechnyc sur Wii, par Fireband Games sur Nintendo DS et par System 3 sur PlayStation 3. Il est édité par System 3. Ce jeu a été conçu à l'occasion du 60e anniversaire de la firme Ferrari.

## Véhicules
Ferrari Challenge: Trofeo Pirelli propose une sélection de différents véhicules Ferrari : 
- Ferrari 250 GTO
- Ferrari 250 LM
- Ferrari 250 Testa Rossa
- Ferrari 333 SP
- Ferrari 348 Challenge
- Ferrari 348 TB
- Ferrari 360 GT
- Ferrari 360 Modena
- Ferrari 365 GTB/4
- Ferrari 430 Scuderia (DLC)
- Ferrari 512 M
- Ferrari 512 S
- Ferrari 550 GT
- Ferrari 550 Maranello
- Ferrari 575 GTC
- Ferrari 575M Maranello
- Ferrari 599 GTB Fiorano
- Ferrari 612 Scaglietti
- Ferrari Enzo(DLC)
- Ferrari F355
- Ferrari F355 Challenge
- Ferrari F40
- Ferrari F430 Challenge
- Ferrari F430 GTC
- Ferrari F50
- Ferrari FXX

## Circuits
Huit circuits sont proposés: Monza, Fiorano, Mugello en Italie, le Circuit Paul-Ricard en France, Spa-Francorchamps en Belgique, Silverstone en Angleterre, Hockenheim en Allemagne et Adriatico en Espagne  .

## Les différents modes de jeux

### Entrainement
Vous devez réussir des courses dans un temps donné afin de débloquer de nouveaux véhicules et d'obtenir la coupe d'or. Il y a quatre niveaux: Facile, Moyen, Difficile et Expert. Il y a quatre courses par niveaux.